# The Skeleton Twins
The Skeleton Twins es una comedia dramática de 2014 dirigida por Craig Johnson y protagonizada por Bill Hader y Kristen Wiig. La película se estrenó en competición en el Festival de Cine de Sundance el 18 de enero de 2014. Ganó el premio Waldo Salt al mejor guion en este certamen. Wiig Y Hader interpretan a un par de gemelos en esta película. La película obtuvo reseñas positivas por parte de los críticos, quienes alabaron la dirección de Johnson y las actuaciones Hader y Wiig.

## Argumento
Milo (Bill Hader) escribe una nota de suicidio y corta sus muñecas. Entretanto, Maggie (Kristen Wiig) está en su baño preparándose para tragar una gran cantidad de píldoras, pero es interrumpida por la llamada de un hospital que le informa que su hermano –a quien no ha visto en 10 años– ha intentado suicidarse sin éxito. Maggie visita a Milo en el hospital en Los Ángeles, y sugiere que se vaya a vivir con ella en su ciudad natal de Nyack, Nueva York por un tiempo, Milo de forma reacia acepta. Milo conoce a Lance (Luke Wilson), el muy sociable esposo de Maggie, quien en la cena le comenta que él y Maggie desean tener un hijo, lo cual sorprende a Milo porque Maggie nunca deseó hijos. También Maggie le cuenta que ella está tomando clases de buceo como preparación de su viaje de luna de miel a Hawái. Al día siguiente Milo va a la ciudad y se reencuentra con Rich (Ty Burrell), un antiguo profesor suyo que ahora trabaja en una librería. Entretanto, Maggie en una de sus clases de buceo se siente atraída por su instructor Billy (Boyd Holbrook) con quien tiene sexo.
Enterándose de la presencia de Milo en la ciudad, su madre decide hacer una visita sorpresa. Maggie le pregunta Milo si considera que ella sería una buena siendo madre, a lo que él contesta que considera que es sobreprotectora y estresante, respuesta que la disgusta; más tarde se disculpa, bromeando que la razón por lo que dijo eso, era para ocultar que su verdadera preocupación debería ser la «obesidad mórbida». Maggie después le confiesa a Milo que ella está tomando anticonceptivos porque realmente no quiere tener un niño con Lance y porque además está teniendo sexo con su instructor de buceo y anteriormente con los instructores de otros cursos que ha tomado. Se siente preocupada de no ser digna de ser la esposa de Lance, pero Milo la tranquiliza.
Milo miente a Maggie diciéndole que tendrá una cita con un amigo pero realmente va de nuevo a la librería en donde trabaja Rich para encontrarse con él; Milo miente sobre su ocupación diciendo que es actor y tiene un representante en Los Ángeles, cuándo realmente es mesero en un restaurante turístico. A través de su conversación se revela que ambos mantenían relaciones sexuales cuando Milo tenía 15 años y era su alumno, pero Rich ahora tiene un hijo de 16 años y está saliendo con una mujer, a pesar de esto, Milo demuestra que aún guarda sentimientos por él y pasan la noche juntos. A la mañana siguiente, Rich entrega a Milo un libreto que ha escrito para que se lo muestre a su representante; más allá de eso, se muestra indiferente y frío con él. 
Maggie se reúne con Billy e intenta terminar con él, pero este no se toma en serio sus rechazos y, tras insistir un poco nuevamente, tienen sexo, lo que frustra a Maggie hasta que, más tarde, en su casa, su hermano logra animarla. Milo después se presenta en casa de Rich mientras su hijo está dentro, lo cual enfurece a Rich, acusándolo de intentar arruinar su vida y lo echa. Milo estando ebrio va a una terraza y tira una baratija que Rich le había regalado cuando estaban en el instituto, lo cual le traía recuerdos de ese momento de su vida. Allí lo encuentra la policía y lo lleva hasta su casa.
Milo le cuenta a Maggie sobre un compañero del colegio que en ese tiempo lo acosó, su padre le aseguró que este acosador tendría éxito en el colegio, pero tendría una adultez desgraciada, pero en realidad esta persona tuvo una vida feliz y exitosa, mientras Milo fue quien tuvo éxito en el colegio. Maggie lo calma y tienen la idea de disfrazarse y salir a celebrar el Halloween, mientras recuerdan a su padre. Milo deja su teléfono sobre una mesa cuándo va al baño y Maggie ve una llamada perdida de Rich, lo cual la enfurece y los hace discutir. Maggie, consciente de que se trataba de un adulto aprovechándose y utilizando a un niño, es quien lo había denunciado en el pasado, cosa que terminó con su carrera de enseñanza y generó un gran resentimiento de Milo hacia ella por mucho tiempo, aun así Maggie no se arrepiente de su decisión ya que lo hizo por el bien de su hermano.
Al día siguiente Lance confiesa a Milo que está preocupado de ser infértil y Milo, aún molesto con su hermana, le menciona que Maggie en su juventud escondía cigarrillos en sitios claves de la casa, plantando la idea para que así Lance encuentre los anticonceptivos. Maggie tiene un retraso menstrual y considera comprar una prueba de embarazo, pero se siente aliviada cuando empieza a menstruar, inspirada por esto logra terminar su relación con Billy y regresa a su casa. Allí es confrontada por Lance, quien ha descubierto las pastillas anticonceptivas, ella lo admite y confiesa que ha tenido sexo con otros hombres, por lo que Lance la abandona. Maggie enfrenta a Milo y lo culpa de haber arruinado su matrimonio, a lo que él le replica que ese matrimonio era una farsa, y discuten fuertemente terminando ambos heridos por las palabras del otro; entonces Milo se va. 
Milo se presenta en casa de Rich para encararlo y le exige hablar honestamente; este reconoce que prefiere seguir con su novia y mantener las apariencias, aun así intenta acostarse con Milo, cosa que este rechaza, tras lo cual nuevamente demuestra que su real interés por él radica en aprovechar los supuestos contactos de Milo para hacer conocido su libreto.
Maggie deja un mensaje de voz a Milo, que este oye mientras se va de la ciudad, repitiendo las palabras de su nota de suicidio y va a la piscina donde tomaba clases de buceo, ata dos mancuernas a su cuerpo y se lanza a la piscina; tan pronto empieza a ahogarse entra en pánico pero es incapaz de liberarse. Milo salta a la piscina y la rescata mientras Maggie llora conmovida al ver que su hermano no la ha abandonado.
La película termina con los gemelos en la casa de Maggie, mirando una pecera llena de peces dorados.

## Reparto
- Bill Hader como Milo Dean.
- Kristen Wiig como Maggie.
- Luke Wilson como Lance.
- Ty Burrell como Rich.
- Boyd Holbrook como Billy.
- Joanna Gleason como Judy.
- Adriane Lenox como Linda Essex.
- Paul Castro Jr como Eric.

## Producción
El guion de la película pasó por unas cuantas iteraciones, incluyendo un en donde Milo era drag queen y la película más parecía más a una Road movie, pero finalmente Johnson y su socio compañero guionista decidieron modificarlo para que se pareciera más a las películas de Hal Ashby así como Alexander Payne. Escribiendo el guion, Johnson quiso evitar encajarlo en un género específico, considerando que tanto la comedia como el drama están presentes en vida diaria. Ha descrito el tema de la película como «tratando mierda oscura con sentido de humor».
La fotografía principal empezó en noviembre de 2012 en Brooklyn, Nueva York. El rodaje se realizó durante 22 días. A pesar de que contaban con un guion completo, Johnson animó al grupo para que improvisaran.

## Recepción

### Respuesta crítica
The Skeleton Twins recibió en su mayoría reseñas positivas por parte de los críticos. En el sitio web Rotten Tomatoes tiene una puntuación de 87%, basada en 142 reseñas de críticos, con una media de 7 sobre 10. El consenso general dice que "conducido por las poderosas actuaciones de Kristen Wiig y Bill Hader, The Skeleton Twins eficazmente provoca risas y lágrimas de un drama familiar." En Metacritic, la película tiene un puntaje de 74 sobre 100 basada en la reseña de 32 críticos, que indica "en general reseñas favorables".

### Taquilla
The Skeleton Twins abrió con un estreno limitado en los Estados Unidos en 15 teatros y recaudó 380 691 USD; el promedio por teatro fue de 25 379 USD, ubicándose en el puesto 25 en taquilla. El lanzamiento general se realizó en un total de 461 salas de cine, y finalmente recaudó 5 279 678 USD a nivel local y 468 848 USD internacionalmente, para un total de 5 748 526 USD, superior a su presupuesto estimado de 1 000 000 USD.

## Premios
| Lista de accolades recibido por Los Gemelos de Esqueleto | Lista de accolades recibido por Los Gemelos de Esqueleto | Lista de accolades recibido por Los Gemelos de Esqueleto | Lista de accolades recibido por Los Gemelos de Esqueleto | Lista de accolades recibido por Los Gemelos de Esqueleto |
| Año                                                      | Premio                                                   | Categoría                                                | Receptor(es) y candidato(s)                              | Resultado                                                |
| -------------------------------------------------------- | -------------------------------------------------------- | -------------------------------------------------------- | -------------------------------------------------------- | -------------------------------------------------------- |
| 2014                                                     | Festival de cine de Edimburgo                            | Premio de la audiencia                                   | Craig Johnson                                            | Nominada                                                 |
| 2014                                                     | Festival de cine de Sundance                             | Gran premio del jurado                                   | Craig Johnson                                            | Nominada                                                 |
| 2014                                                     | Festival de cine de Sundance                             | Premio al guion Waldo Sal                                | Mark Heyman y Craig Johnson                              | Ganadores                                                |
| 2014                                                     | Premios Gotham al cine independiente                     | Mejor actor                                              | Bill Hader                                               | Nominado                                                 |
| 2014                                                     | National Board of Review                                 | Mejores 10 pel´ículas de cine independiente              |                                                          | Ganador                                                  |
| 2014                                                     | Premios Phoenix Film Critics Society                     | Película pasada por alto del Año                         |                                                          | Nominada                                                 |
| 2014                                                     | Círculo Femenino de Críticos de Cine de Estados Unidos   | Mejor actriz de comedia                                  | Kristen Wiig                                             | Nominada                                                 |
| 2014                                                     | Círculo Femenino de Críticos de Cine de Estados Unidos   | Mejor igualdad de género                                 |                                                          | Ganadora                                                 |
| 2014                                                     | Círculo Femenino de Críticos de Cine de Estados Unidos   | Mejor pareja en pantalla                                 | Bill Hader y Kristen Wiig                                | Ganadores                                                |
| 2014                                                     | Círcul de Críticos de cine de Dublín                     | Mejor actriz                                             | Kristen Wiig                                             | Nominada                                                 |
| 2014                                                     | Asociación de Periodistas de cine de Indiana             | Mejor actriz                                             | Kristen Wiig                                             | Nominada                                                 |
| 2015                                                     | Premios de la Crítica Cinematográfica                    | Mejor actriz mejor de comedia                            | Kristen Wiig                                             | Nominada                                                 |
| 2015                                                     | Premios Dorian                                           | Película desconocida del Año                             |                                                          | Nominada                                                 |
| 2015                                                     | Festival de cine de Zúrich                               | Mejor Largometraje Internacional                         | Craig Johnson                                            | Ganadora                                                 |
| 2015                                                     | MTV Movie Awards                                         | Mejor momento musical                                    | Bill Hader y Kristen Wiig                                | Nominados                                                |